# Клементсен, Карстин
Карстин Клементсен (фар. Karstin Clementsen; род. 12 сентября 2001 года в Тофтире, Фарерские острова) — фарерский футболист, полузащитник клуба «Б68».

## Карьера
Карстин — воспитанник тофтирского «Б68». 16 июня 2018 года он результативно дебютировал за эту команду в матче первого дивизиона против дублирующего состава столичного «ХБ». Всего в своём первом сезоне на взрослом уровне полузащитник принял участие в 6 встречах первой лиги, отметившись 1 забитым голом. В 2019 году Карстин был игроком основы «Б68» и забил 6 мячей в 21 матчах первого дивизиона. В сезоне-2020 он использовался в системе ротации тофтирцев и отыграл за них 12 встреч в первом дивизионе, отличившись 1 раз. Карстин также сыграл в переходной игре против «АБ», заменив на 99-й минуте Тонни Томсена: уже через 4 минуты он отметился голевым пасом на Андри Беньяминсена. По итогам этой встречи «Б68» вернулся в высший фарерский дивизион.
Дебют Карстина в фарерской премьер-лиге состоялся 7 марта 2021 года в матче с клаксвуйкским «КИ»: полузащитник вышел на поле на 61-й минуте вместо Эсмара Клементсена.

## Статистика выступлений
| Выступление      | Выступление      | Выступление      | Лига | Лига | Кубки | Кубки | Еврокубки | Еврокубки | Прочие | Прочие | Итого | Итого |
| Клуб             | Лига             | Сезон            | Игры | Голы | Игры  | Голы  | Игры      | Голы      | Игры   | Голы   | Игры  | Голы  |
| ---------------- | ---------------- | ---------------- | ---- | ---- | ----- | ----- | --------- | --------- | ------ | ------ | ----- | ----- |
| Б68              | Первый дивизион  | 2018             | 6    | 1    | 0     | 0     | 0         | 0         | 0      | 0      | 6     | 1     |
| Б68              | Первый дивизион  | 2019             | 21   | 6    | 2     | 0     | 0         | 0         | 0      | 0      | 23    | 6     |
| Б68              | Первый дивизион  | 2020             | 12   | 1    | 1     | 0     | 0         | 0         | 1      | 0      | 14    | 1     |
| Б68              | Премьер-лига     | 2021             | 11   | 1    | 1     | 0     | 0         | 0         | 0      | 0      | 12    | 1     |
| Б68              | Премьер-лига     | 2022             | 13   | 0    | 1     | 0     | 0         | 0         | 0      | 0      | 14    | 0     |
| Б68              | Премьер-лига     | 2023             | 3    | 0    | 1     | 0     | 0         | 0         | 0      | 0      | 4     | 0     |
| Б68              | Итого            | Итого            | 66   | 9    | 6     | 0     | 0         | 0         | 1      | 0      | 73    | 9     |
| Всего за карьеру | Всего за карьеру | Всего за карьеру | 66   | 9    | 6     | 0     | 0         | 0         | 1      | 0      | 73    | 9     |

## Личная жизнь
Старший брат Карстина, Эсмар Клементсен, тоже является футболистом. Братья в настоящее время вместе выступают за «Б68». В своём дебютном матче в чемпионате Фарерских островов Карстин заменил брата на 61-й минуте.